# TA3
TA3은 슬로바키아 최초의 보도전문채널이다. 본방송은 2001년 9월 23일에 시작되었으나, 이전에 특별 생방송으로 2001년 9월 11일에 9·11 테러때 보도한 적이 있었다. 본사는 브라티슬라바에 있다.
방송시간은 평일 오전 6:00부터(주말은 오전 7:00부터)~새벽 오전 1:00까지 방송한다.